# Catalina Fernández de Córdoba y Figueroa
Catalina Fernández de Córdoba y Figueroa (Lucena, Córdoba, 4 de noviembre de 1589-Zaragoza, 11 de agosto de 1646) fue una aristócrata castellana del linaje de la Casa de Córdoba.

## Biografía
Hija de los marqueses de Priego Pedro Fernández de Córdoba y Figueroa y Juana Enríquez de Ribera y Cortés, Catalina Fernández de Córdoba se casó a los 16 años en Montilla (Córdoba) con el duque de Segorbe y de Cardona Enrique de Aragón Folc de Cardona y Córdoba, que lo hacía en segundas nupcias, en 1606. Después de la muerte de este, durante los meses que precedieron a la toma del Principado de Cataluña por las tropas de Felipe IV en 1640, durante la Guerra dels Segadors, hizo de mediadora entre el monarca y los representantes catalanes, sin éxito, aprovechando su posición como viuda del lugarteniente y virrey de Cataluña. Después, se retiró un tiempo al convento de las Carmelitas descalzas de Barcelona, donde fue enterrada inicialmente y, después del 1661 fue trasladada al cementerio del monasterio de Poblet.

## Descendencia
De su matrimonio con Enrique de Aragón nacieron nueve hijos:
- Juana (1607-c. 1610), muerta en la infancia.
- Luis Ramón (1608-1670), su sucesor en los títulos de nobleza, casado con Mariana de Sandoval y Rojas, duquesa de Lerma;
- Ana Francisca (1609-?), casada con el IV duque de Arcos, Rodrigo Ponce de León;
- Francisca (1610-c. 1615), muerta en la infancia.
- Catalina (1610-1647), casada con el VI marqués del Carpio, Luis de Haro y Guzmán;
- Pedro Antonio de Aragón (1611-1690), virrey de Cataluña y de Nápoles;
- Antonio (1616-1650), cardenal;
- Vicente Agustín (1620-1676)
- Pascual de Aragón (1626-1677), virrey de Nápoles y arzobispo de Toledo;